# Motines de Nore y Spithead

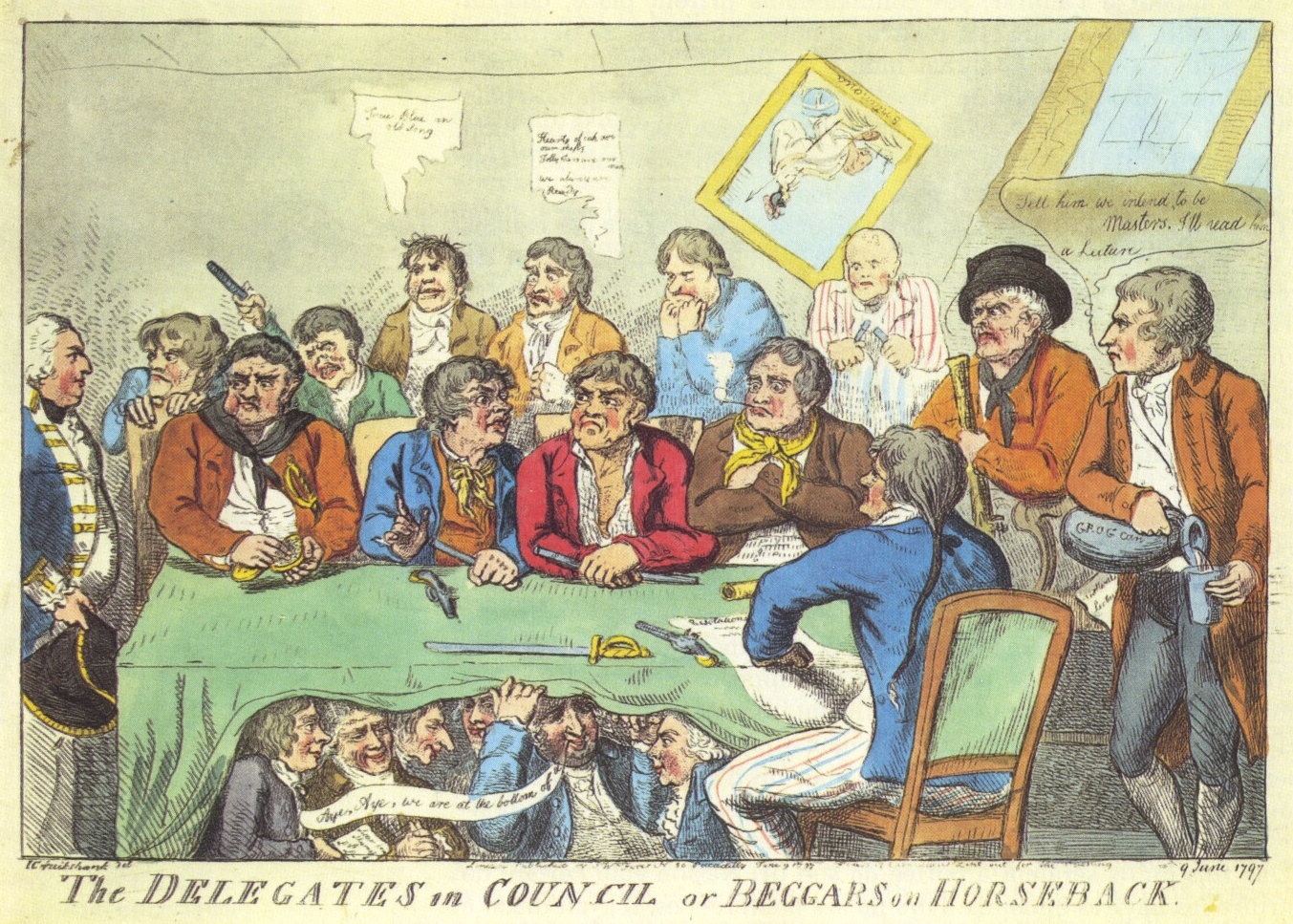
Los Delegados en Consejo, o mendigos a caballo, una caricatura contemporánea.

Los motines de Nore y Spithead fueron dos importantes motines por parte de marineros de la Real Armada Británica en 1797. Había descontento e incidentes menores en barcos en otros lugares ese mismo año. No fueron insurrecciones violentas, sino más bien más parecidas a huelgas, a través de las cuales exigían mejores salarios y condiciones laborales.
Los motines fueron potencialmente peligrosos para el Reino Unido, debido a que en ese momento el gobierno estaba en guerra con Francia Revolucionaria. También existía la preocupación entre algunos miembros de la clase dirigente británica de que los motines podría ser el punto de partida para resurrecciones más generales similares a las de la Revolución Francesa.

## Spithead
El motín en Spithead (un ancladero cerca de Portsmouth) tuvo lugar entre el 16 de abril y el 15 de mayo de 1797. Marineros de 16 barcos de la Flota del Canal, comandados por el Almirante Lord Bridport, protestaron en contra de las condiciones de vida en los buques de la Royal Navy y exigieron un incremento en sus salarios.
Los salarios de los marineros habían sido fijados en 1658, y debido a la estabilidad en los precios y salarios, estos aún eran razonables incluso hasta la Guerra de los Siete Años entre 1756 y 1763; no obstante, la elevada inflación en las últimas décadas del siglo XVIII había erosionado gravemente el valor real de sus ingresos. Al mismo tiempo, la práctica de recubrir de cobre la parte sumergida de los cascos de los buques, la cual había empezado en 1761, hizo que los buques de guerra británicos ya no tengan que regresar frecuentemente a puerto para limpiar sus cascos, y el tiempo extra en el mar alteró en forma significativa el ritmo y la dificultad del trabajo de los marineros. La Royal Navy no hizo ningún ajuste por estos cambios, y tardó mucho en identificar sus efectos en sus tripulaciones. Finalmente, el sistema de cuotas singifcó que las tripulaciones tenían muchos hombres de tierra que no se llevaban bien con los marineros de carrera, llevando equipos muy descontentos.
Los amotinados eran liderados por delegados elegidos y trataron de negociar con el Almirantazgo por dos semanas, enfocando sus demandas en una mejor paga, la eliminación de la "libra del sobrecargo" (al sobrecargo del buque le estaba permitido quedarse on dos onzas de cada libra real -16 onzas- de carne como un beneficio adicional), y el retiro de varios oficiales poco populares; ni los flagelamientos ni las prácticas de reclutamiento forzoso fueron mencionadas en las demandas de los amotinados. Los amotinados continuaban teniendo una rutina naval y disciplina a bordo de sus buques (muchos de ellos con sus oficiales regulares), permitían a algunos barcos partir para escoltar convoyes o patrullar, y prometieron suspender el motín y dirigirse al mar de inmediato si barcos franceses eran avistados dirigiéndose a costas inglesas.
Debido a la desconfianza, especialmente sobre el perdón para los amotinados, las negociaciones fracasaron, e incidentes menores tuvieron lugar en los cuales varios oficiales no muy queridos fueron enviados a tierra y otros fueron tratados con señales de falta de respeto deliberadas. Cuando la situación se calmó, el Almirante Richard Howe intervino para negociar un acuerdo que entregaría un perdón real para todos los tripulantes, la reasignación de algunos oficiales poco populares, y un aumento y la abolición de la libra de sobrecargo. Como resultado directo de los motines en Spithead y el Nore, muchos de los peores abusos que eran comunes en la Royal Navy hasta ese entonces como la comida en mal estado, la disciplina brutal y la retención de pagos, fueron corregidos. Más adelante, el motín recibiría el apodo de "brisa en el Spithead".
El líder del motín se mantuvo anónimo luego de su resolución. En ese entonces se rumoreaba que Valentine Joyce había sido el cabecilla. Joyce era un intendente a bordo del Royal George.

## Nore

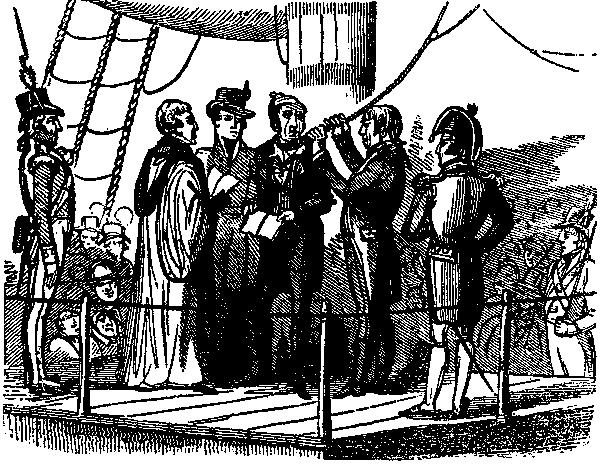
Richard Parker a punto de ser colgado por amotinamiento (imagen del Newgate Calendar)

Inspirados por el ejemplo de sus camaradas en el Spithead, los marineros del Nore (anclado en el estuario del Támesis) también se amotinaron, el 12 de mayo de 1797, cuando la tripulación del Sandwich tomó control del buque. Varios otros buques en la misma ubicación le siguieron los pasos, aunque otros se escaparon y continuaron escapándose durante el amotinamiento, pese a los disparos desde los buques que quedaron (que trataron de utilizar la fuerza para mantener la cohesión en el motín). Los amotinados no habían logrado organizarse fácilmente debido a que los barcos estaban dispersos en las cercanías del Nore (y no eran todos parte de una flota unificada, como en el caso del Spithead), pero rápidamente eligieron delegados para cada barco.
Richard Parker fue elegido como el "Presidente de los Delegados de la Flota" debido a su obvia inteligencia, educación y empatía con los afligidos marineros. Parker era un exoficial que cuyo rango había sido quitado y fue sometido a corte marcial en diciembre de 1793 y se había vuelto a enlistar en la Armada a principios de 1797 como marinero, en donde llegó a servir en el velero-balandro Hound. Las demandas fueron elaboradas y el 20 de mayo de 1797, una lista de ocho demmandas fue entregada al Almirante Buckner, la cual principalmente incluía perdones, aumentos de salarios y la modificación de los Artículos de Guerra, eventualmente expandiéndose a una demanda de que el Rey disuelva el parlamento y firma la paz con Francia de forma inmediata. Estas demandas enfurecieron al almirantazgo, el cual ofreció nada de lo exigido a excepción de un perdón (y las concesiones ya hechas en Spithead) a cambio de un regreso de inmediato a sus deberes.
Los amotinados expandieron sus peticiones iniciales al comienzo de una revolución social y bloquearon Londres, evitando que barcos mercantes ingresen al puerto, y los líderes hicieron planes para zarpar hacia Francia, alienando a los marineros ingleses tradicionales y perdiendo más y más barcos a medida que el motín continuó. El 5 de junio Parker emitió una orden con la cual a los barcos mercantes se les permitía pasar el bloqueo, y solo barcos de suministros de la Royal Navy eran detenidos; la razón ostensible que fue dada por la orden fue de que "...la liberación de barcos mercantes crearía una impresión favorable en tierra", aunque esta decisión puede que se haya dado más que todo por la complejidad implicada en una tarea tal como la intercepción de todo el tráfico comercial por el transitado río Támesis. Luego de la exitosa revolución del motín de Spithead, el gobierno y el Almirantazgo no quisieron hacer más concesiones, en especial porque creyeron que algunos líderes del motín del Nore había tenido connotaciones políticas que iban más allá de mejoras en los salarios y las condiciones de trabajo.
A los amotinados se les negó comida, y cuando Parker hizo la señal para que los barcos zarpen hacia Francia, el resto de los barcos que aún quedaban se rehusaron a seguirlo; eventualmente, la mayoría de los barcos retiraron sus anclas y desertaron (algunos mientras recibían disparons de los amotinados), y el motín fracasó. Parker fue rápidamente sentenciado por traición y piratería y colgado en el Sandwich, el barco en el que el motín había comenzado. Entre los castigos que siguieron, un total de 29 líderes fueron colgados, mientras que otros fueron sentenciados a latigazos, cárcel o transportados a Australia. No obstante, la gran mayoría de los hombres que participaron en el motín no recibieron ningún castigo.
Luego del motín del Nore, los barcos de la Royal Navy dejaron de tocar las campanas de los barcos en el último turno, ya que esa había sido la señal para comenzarel motín.

## Otros motines y descontento en 1797
En septiembre de 1797, la tripulación del Hermione se amotinó en las Indias Occidentales, matando a casi todos los oficiales como represalia por varios reclamos que tenían como el lanzamiento al mar de los cuerpos de tres hombres que habían muerto al caer de la jaica en un desesperado intento por evitar ser flagelados por ser el últimohombre en la cubierta.
El 27 de diciembre, la tripulación del Marie Antoinette asesinó a sus oficiales y llevó su barco a un puerto francés en las Indias Occidentales.
Otros motines tuvieron lugar cerca de la costa de Irlanda y en el Cabo de buena Esperanza y se extendieron a la flota bajo el mando del Almirante John Jarvis cerca de la costa de España.

## En las artes
- La novela de Herman Melville, Billy Budd, y la ópera de Benjamin Britten basada en la misma , tienen lugar inmediatamente después de los motines principales.
- The Men They Couldn't Hang, un grupo musical de folk-punk inglés, conmemoró a los líderes de los motines que fueron ejecutados en la balada "The Colours" (1988).
- Mutiny de Julian Stockwin es una historia ficticia del motín de Nore.
- La película H.M.S. Defiant (conocida en Norteamérica como Damn the Defiant!) es una historia ficticia de un motín similar en esa misma época.
- El padre del protagonista de la novela de Frederick Marryat The King's Own  fue colgado por su participación en el motín de Nore.
- Gran parte de la novela de Dewey Lambdin, A King's Captain, tiene lugar en el motín de Nore como fue presenciado por su protagonista, Alan Lewrie.
- Ramage and the Freebooters del novelista británico Dudley Pope comienza cuando el Teniente Ramage recibe el mando de un buque anclado en Spithead durante el motín, y debe convencer a la tripulación de que zarpen para poder ejecutar sus órdenes.
- The Floating Republic – An account of the Mutinies at Spithead and The Nore in 1797, de G.E. Manwaring y Bonamy Dobrée, publicada por Frank Cass & Co. 1935 una historia de estos motines. En 1982, el Saturday Night Theatre de BBC Radio 4 publicó una versión del libro titulada The Floating Republic.